# Physetostege rufata
Physetostege rufata är en fjärilsart som beskrevs av W. Warren 1896. Physetostege rufata ingår i släktet Physetostege och familjen mätare. Inga underarter finns listade i Catalogue of Life.